# Cestistica Spezzina 2016-2017
Questa voce raccoglie le informazioni riguardanti la Cestistica Spezzina nelle competizioni ufficiali della stagione 2016-2017.

## Stagione
La stagione 2016-2017 della Cestistica Spezzina, sponsorizzata Carispezia Arquati è la undicesima che disputa in Serie A1.
La sconfitta con Battipaglia alla nona giornata porta alle dimissioni dell'allenatore Corsolini, sostituito da Loris Barbiero dall'8 dicembre 2016.
La squadra si classifica ultima alla conclusione della stagione regolare con 4 punti, ottenuti nelle partite contro Broni. Disputa i play-out con Battipaglia, dai quali esce sconfitta per 3-1 e retrocede in Serie A2.

## Verdetti stagionali
Competizioni nazionali
- Serie A1:

stagione regolare: 12º posto su 12 squadre (2-20);
play-out: perde la finale contro Battipaglia (1-3).
- Coppa Italia:

Primo turno perso contro Ragusa.

## Rosa
|    | Naz.                   | Ruolo | Sportivo                    | Anno | Alt. |  |        |
| -- | ---------------------- | ----- | --------------------------- | ---- | ---- |  | ------ |
| 1  | Italia (bandiera)      | G     | Sara Bocchetti              | 1993 | 175  |  | [ 6 ]  |
| 3  | Italia (bandiera)      | P     | Erika Striulli              | 1990 | 170  |  | [ 7 ]  |
| 4  | Italia (bandiera)      | AC    | Alice Nori                  | 1993 | 183  |  |        |
| 5  | Italia (bandiera)      | A     | Marta Aldrighetti           | 1997 | 178  |  |        |
| 6  | Italia (bandiera)      | P     | Margherita Corradino        | 1999 | 175  |  |        |
| 6  | Italia (bandiera)      | P     | Valentina Costa             | 1984 | 168  |  | [ 8 ]  |
| 7  | Croazia (bandiera)     | AC    | Nina Premasunac             | 1992 | 186  |  |        |
| 8  | Italia (bandiera)      | A     | Valeria De Pretto           | 1991 | 185  |  |        |
| 9  | Italia (bandiera)      | A     | Alessandra Markovic         | 1999 | 178  |  |        |
| 9  | Stati Uniti (bandiera) | C     | Victoria Elizabeth McIntyre | 1992 | 201  |  | [ 9 ]  |
| 9  | Rep. Ceca (bandiera)   | C     | Renata Březinová            | 1990 | 190  |  | [ 10 ] |
| 11 | Italia (bandiera)      | G     | Chiara Bacchini             | 1998 | 177  |  |        |
| 12 | Stati Uniti (bandiera) | G     | Brittany Hrynko             | 1993 | 173  |  |        |
| 13 | Italia (bandiera)      | A     | Carolina Pappalardo         | 1996 | 184  |  | [ 11 ] |
| 13 | Croazia (bandiera)     | A     | Kristina Benić              | 1988 | 185  |  | [ 12 ] |
| 14 | Italia (bandiera)      | A     | Elisabetta Linguaglossa     | 1987 | 184  |  | (cap.) |
| 16 | Lettonia (bandiera)    | AC    | Lauma Reke                  | 1986 | 185  |  | [ 8 ]  |
| 16 | Croazia (bandiera)     | C     | Dina Sesnic                 | 1987 | 188  |  | [ 13 ] |
| 20 | Italia (bandiera)      | G     | Viviana Lucca               | 1999 | 165  |  |        |
| 22 | Italia (bandiera)      | A     | Beatrice Omotayo Olajide    | 1998 | 178  |  |        |
| 23 | Italia (bandiera)      | AC    | Alice Carrara               | 1997 | 185  |  |        |
| 30 | Italia (bandiera)      | A     | Isabella Ronke Olajide      | 2000 | 178  |  |        |

## Mercato
Confermate le giocatrici Marta Aldrighetti, Margherita Corradino e il capitano Elisabetta Linguaglossa, la società ha effettuato i seguenti trasferimenti:

### Sessione estiva
| Acquisti | Acquisti                 | Acquisti            | Acquisti   |
| R.       | Nome                     | da                  | Modalità   |
| -------- | ------------------------ | ------------------- | ---------- |
| G        | Sara Bocchetti           | Dike Napoli         | definitivo |
| AC       | Alice Nori               | Bonfiglioli Ferrara | definitivo |
| AC       | Nina Premasunac          | ZKK Medvescak       | definitivo |
| A        | Valeria De Pretto        | Basket Parma        | definitivo |
| A        | Alessandra Markovic      | Umbertide           | definitivo |
| G        | Chiara Bacchini          | Basket Parma        | definitivo |
| G        | Brittany Hrynko          | Free agent          | definitivo |
| A        | Carolina Pappalardo      | Dike Napoli         | definitivo |
| C        | Dina Sesnic              | ZKK Kvarner         | definitivo |
| G        | Viviana Lucca            | Basket Parma        | definitivo |
| A        | Beatrice Omotayo Olajide | Basket Parma        | definitivo |
| AC       | Alice Carrara            | Edelweiss Albino    | definitivo |
| A        | Isabella Ronke Olajide   | -                   | -          |

| Cessioni | Cessioni          | Cessioni         | Cessioni       |
| R.       | Nome              | a                | Modalità       |
| -------- | ----------------- | ---------------- | -------------- |
| P        | Federica Alesiani | CUS Cagliari     | fine contratto |
| G        | Veronica Ardoino  | -                | fine contratto |
| PG       | Marta Granzotto   | Vigarano         | fine contratto |
| AC       | Lauma Reke        | -                | fine contratto |
| A        | Irene Tosi        | Magika           | fine prestito  |
| A        | Eugenia Caldaro   | Vicenza          | fine prestito  |
| C        | Emanuela Valente  | Edelweiss Albino | fine contratto |
| AC       | Laura Reani       | Famila Schio     | fine prestito  |
| P        | Valentina Costa   | -                | fine contratto |

### Sessione autunnale-invernale
| Acquisti | Acquisti         | Acquisti            | Acquisti   |
| R.       | Nome             | da                  | Modalità   |
| -------- | ---------------- | ------------------- | ---------- |
| P        | Valentina Costa  | -                   | definitivo |
| AC       | Lauma Reke       | -                   | definitivo |
| C        | Vicky McIntyre   | San Antonio Stars   | definitivo |
| P        | Erika Striulli   | Giants Marghera     | definitivo |
| A        | Kristina Benić   | Nottingham Wildcats | definitivo |
| A        | Renata Březinová | Castors Braine      | definitivo |

| Cessioni | Cessioni            | Cessioni          | Cessioni       |
| R.       | Nome                | a                 | Modalità       |
| -------- | ------------------- | ----------------- | -------------- |
| A        | Carolina Pappalardo | Umbertide         | definitivo     |
| C        | Dina Sesnic         | Costa Masnaga     | fine contratto |
| C        | Vicky McIntyre      | Kang.s Willebroek | fine contratto |
| G        | Sara Bocchetti      | Pall. Torino      | definitivo     |

## Risultati

### Campionato

#### Play-out
| Arbitri: | Gianluca Gagliardi (Napoli) Silvia Marziali (Edolo) Elena Colazzo (Galatina) |

|                    |          |              |
| Hamilton-Carter 14 | Punti    | 26 De Pretto |
| Sōtīriou 4         | Assist   |              |
| Hamilton-Carter 10 | Rimbalzi | 13 Březinová |

| Arbitri: | Nicola Beneduce (Caserta) Christian Mottola (Milano) Michela Padovano (Corato) |

|            |          |               |
| Verona 20  | Punti    | 15 Premasunac |
| Williams 2 | Assist   | 5 Striulli    |
| Trucco 8   | Rimbalzi | 10 Premasunac |

| Arbitri: | Claudio Di Toro (Roma) Duccio Maschio (Firenze) Veronica Restuccia (Messina) |

|              |          |                   |
| Striulli 17  | Punti    | 24 Williams       |
| De Pretto 11 | Rimbalzi | 5 Andrè, Sōtīriou |

| Arbitri: | Alessio Fabiani (Firenze) Valentina Del Monaco (San Felice a Cancello) Umberto Tallon (Motta di Livenza) |

|              |          |                       |
| Březinová 12 | Punti    | 16 Sōtīriou, Williams |
| Benić 6      | Rimbalzi | 10 Williams           |

### Coppa Italia

#### Primo turno
| Arbitri: | Calogero Cappello (Agrigento) Corrado Triffiletti (Messina) Michele Capurro (Reggio Calabria) |

|                  |          |                       |
| Ndour 23         | Punti    | 16 McIntyre           |
| Gorini, Vanloo 3 | Assist   | 3 Bocchetti, Striulli |
| Ndour 9          | Rimbalzi | 8 McIntyre            |

## Statistiche

### Statistiche di squadra
| Competizione | Punti | In casa | In casa | In casa | In casa | In casa | In trasferta | In trasferta | In trasferta | In trasferta | In trasferta | Totale | Totale | Totale | Totale | Totale | Totale |
| Competizione | Punti | G       | V       | P       | Ptf     | Pts     | G            | V            | P            | Ptf          | Pts          | G      | V      | P      | Ptf    | Pts    | Diff.  |
| ------------ | ----- | ------- | ------- | ------- | ------- | ------- | ------------ | ------------ | ------------ | ------------ | ------------ | ------ | ------ | ------ | ------ | ------ | ------ |
| Serie A1     | 4     | 12      | 1       | 11      | 692     | 875     | 10           | 1            | 9            | 585          | 723          | 22     | 2      | 20     | 1277   | 1598   | -321   |
| Play-out     |       | 2       | 0       | 2       | 93      | 117     | 2            | 1            | 1            | 113          | 113          | 4      | 1      | 3      | 206    | 230    | -24    |
| Coppa Italia |       | -       | -       | -       | -       | -       | 1            | 0            | 1            | 59           | 76           | 1      | 0      | 1      | 59     | 76     | -17    |
| Totale       | 4     | 14      | 1       | 13      | 785     | 992     | 13           | 2            | 11           | 757          | 912          | 27     | 3      | 24     | 1542   | 1904   | -362   |

### Andamento in campionato
| Giornata  | 1  | 2 | 3  | 4  | 5  | 6  | 7  | 8  | 9  | 10 | 11 | 12 | 13 | 14 | 15 | 16 | 17 | 18 | 19 | 20 | 21 | 22 |
| --------- | -- | - | -- | -- | -- | -- | -- | -- | -- | -- | -- | -- | -- | -- | -- | -- | -- | -- | -- | -- | -- | -- |
| Luogo     | C  | T | T  | C  | C  | T  | C  | T  | C  | T  | C  | C  | C  | C  | T  | T  | C  | T  | C  | T  | C  | T  |
| Risultato | P  | P | P  | P  | P  | V  | P  | P  | P  | P  | P  | P  | P  | P  | P  | P  | V  | P  | P  | P  | P  | P  |
| Posizione | 10 | 9 | 12 | 11 | 11 | 11 | 11 | 11 | 12 | 12 | 12 | 12 | 12 | 12 | 12 | 12 | 12 | 12 | 12 | 12 | 12 | 12 |

Legenda:

Luogo: C = Casa; T = Trasferta. Risultato: V = Vittoria; N = Pareggio; P = Sconfitta.

### Statistiche delle giocatrici
Campionato (stagione regolare e play-out) e Coppa Italia
| Giocatrice               | Partite | Partite | Partite | Pun | Min. | Falli | Falli | Tiri da 2 | Tiri da 2 | Tiri da 2 | Tiri da 3 | Tiri da 3 | Tiri da 3 | Tiri Liberi | Tiri Liberi | Tiri Liberi | Rimbalzi | Rimbalzi | Rimbalzi | Stopp. | Stopp. | Palle | Palle | Ass | Val. | Val.  | A+dP |
| Giocatrice               | Pr      | PG      | SF      | Pun | Min. | C     | S     | R         | T         | %         | R         | T         | %         | R           | T           | %           | O        | D        | T        | D      | S      | P     | R     | Ass | Lega | OER   | A+dP |
| ------------------------ | ------- | ------- | ------- | --- | ---- | ----- | ----- | --------- | --------- | --------- | --------- | --------- | --------- | ----------- | ----------- | ----------- | -------- | -------- | -------- | ------ | ------ | ----- | ----- | --- | ---- | ----- | ---- |
| Valeria De Pretto        | 27      | 26      | 26      | 388 | 867  | 48    | 81    | 115       | 213       | 54,0      | 29        | 96        | 30,2      | 71          | 92          | 77,2        | 29       | 87       | 116      | 4      | 6      | 75    | 33    | 13  | 320  | 2,82  | -29  |
| Nina Premasunac          | 27      | 27      | 27      | 307 | 756  | 78    | 89    | 122       | 216       | 56,5      | 7         | 31        | 22,6      | 42          | 81          | 51,9        | 71       | 127      | 198      | 13     | 8      | 96    | 40    | 15  | 323  | 5,25  | -41  |
| Erika Striulli           | 18      | 18      | 17      | 202 | 623  | 46    | 92    | 46        | 128       | 35,9      | 24        | 64        | 37,5      | 38          | 63          | 60,3        | 11       | 52       | 63       | 1      | 8      | 68    | 41    | 28  | 158  | 3,96  | 1    |
| Sara Bocchetti           | 19      | 19      | 11      | 113 | 432  | 32    | 30    | 30        | 66        | 45,5      | 14        | 80        | 17,5      | 11          | 21          | 52,4        | 11       | 23       | 34       |        | 2      | 42    | 15    | 12  | 16   | 4,85  | -15  |
| Renata Březinová         | 12      | 12      | 11      | 100 | 356  | 31    | 22    | 29        | 65        | 44,6      | 10        | 47        | 21,3      | 12          | 15          | 80,0        | 17       | 66       | 83       |        | 3      | 25    | 12    | 6   | 88   | 0,66  | -7   |
| Victoria McIntyre        | 9       | 9       | 9       | 99  | 246  | 19    | 26    | 43        | 101       | 42,6      |           |           |           | 13          | 16          | 81,2        | 20       | 69       | 89       | 8      | 3      | 26    | 4     | 1   | 118  | 0,71  | -21  |
| Alice Nori               | 27      | 25      | 5       | 61  | 458  | 59    | 29    | 23        | 69        | 33,3      | 0         | 8         | 0,0       | 15          | 26          | 57,7        | 11       | 33       | 44       | 3      | 1      | 24    | 8     | 6   | 2    | 4,54  | -10  |
| Brittany Hrynko          | 3       | 3       | 3       | 50  | 111  | 10    | 6     | 10        | 25        | 40,0      | 8         | 20        | 40,0      | 6           | 8           | 75,0        | 1        | 7        | 8        | 1      | 3      | 20    | 4     | 16  | 23   | 0,75  |      |
| Elisabetta Linguaglossa  | 27      | 25      | 11      | 47  | 469  | 47    | 17    | 10        | 42        | 23,8      | 6         | 29        | 20,7      | 9           | 16          | 56,2        | 24       | 51       | 75       | 3      | 2      | 42    | 12    | 9   | 10   | 4,11  | -21  |
| Lauma Reke               | 8       | 8       | 2       | 45  | 164  | 16    | 12    | 8         | 33        | 24,2      | 8         | 21        | 38,1      | 5           | 6           | 83,3        | 10       | 21       | 31       | 1      | 1      | 13    | 5     | 2   | 27   | 0,50  | -6   |
| Kristina Benić           | 12      | 10      | 6       | 44  | 219  | 16    | 7     | 14        | 29        | 48,3      | 4         | 28        | 14,3      | 4           | 9           | 44,4        | 4        | 35       | 39       | 2      |        | 21    | 6     | 2   | 19   | 5,06  | -13  |
| Chiara Bacchini          | 21      | 15      | 1       | 38  | 183  | 29    | 6     | 7         | 22        | 31,8      | 8         | 22        | 36,4      |             |             |             | 7        | 14       | 21       |        |        | 13    | 4     | 7   | 5    | 14,66 | -2   |
| Margherita Corradino     | 24      | 23      |         | 28  | 267  | 36    | 21    | 3         | 12        | 25,0      | 4         | 17        | 23,5      | 10          | 17          | 58,8        | 5        | 14       | 19       |        | 1      | 33    | 16    | 6   | -9   | 0,24  | -11  |
| Valentina Costa          | 9       | 9       | 6       | 12  | 202  | 7     | 12    | 4         | 12        | 33,3      | 1         | 5         | 20,0      | 1           | 2           | 50,0        | 1        | 8        | 9        |        |        | 23    | 3     | 9   | 2    | 0,20  | -11  |
| Alice Carrara            | 25      | 6       |         | 7   | 21   | 8     | 1     | 2         | 4         | 50,0      | 1         | 2         | 50,0      |             |             |             |          | 2        | 2        |        |        | 3     | 1     |     | -3   | 8,15  | -2   |
| Beatrice Omotayo Olajide | 5       | 2       |         | 3   | 4    |       |       | 0         | 1         | 0,0       | 1         | 1         | 100,0     |             |             |             |          | 1        | 1        |        |        |       |       |     | 3    | 0,60  |      |
| Marta Aldrighetti        | 25      | 6       |         |     | 28   | 5     |       | 0         | 1         | 0,0       | 0         | 2         | 0,0       |             |             |             |          | 4        | 4        |        | 1      | 1     |       | 2   | -4   | 0,00  | 1    |
| Carolina Pappalardo      | 5       | 5       |         |     | 19   | 5     |       | 0         | 1         | 0,0       | 0         | 2         | 0,0       |             |             |             |          | 2        | 2        |        |        | 5     | 1     |     | -10  | 0,00  | -4   |